# Boungnang Vorachith

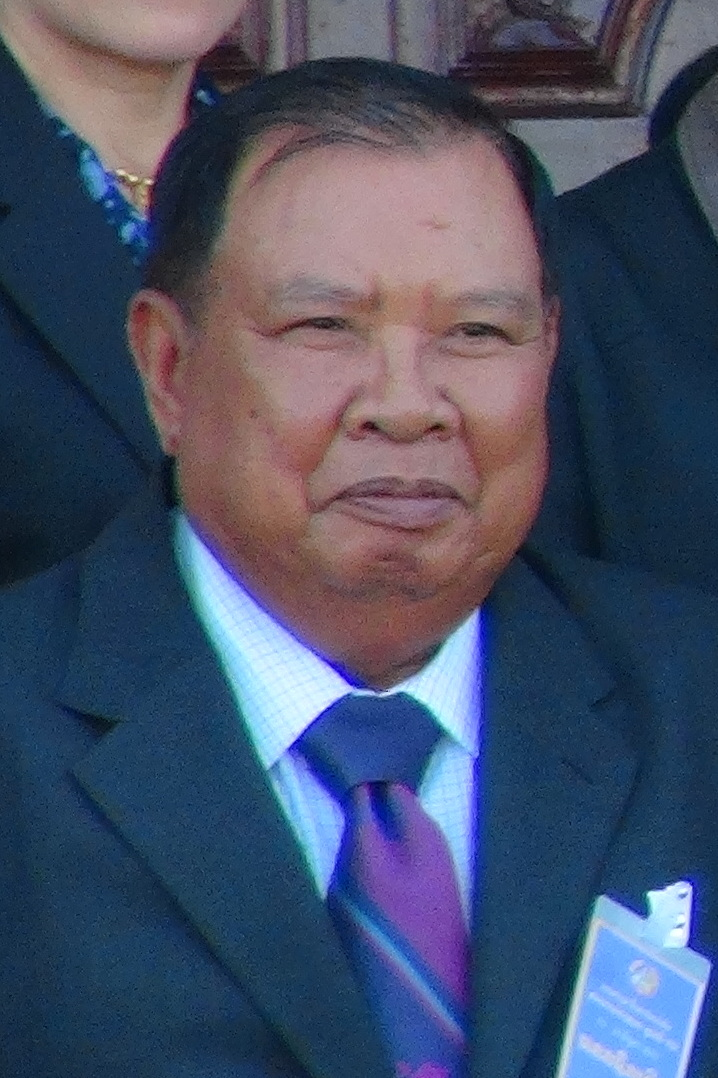
Boungnang Vorachith

Boungnang Vorachith (laotisch ບຸນຍັງ ວໍລະຈິດ, * 15. August 1937 in Na, Distrikt Thapanthong in der Provinz Savannakhet) ist ein laotischer Politiker. Er gehört der Laotischen Revolutionären Volkspartei (LRVP) an.

## Biografie
Boungnang Vorachith trat der Pathet-Lao-Widerstandsbewegung 1952 bei und arbeitete in der Propagandaabteilung der bewaffneten Truppe in Savannakhet. 1954 wurde er zur kämpfenden Truppe versetzt. Von 1957 bis 1961 studierte er in Vietnam, danach kehrte er nach Laos zurück und half bei der Vorbereitung der Eroberung der Provinz Luang Namtha. Nach dem Sieg in Luang Namtha 1962 kehrte er nach Vietnam zurück und studierte an einer Militärhochschule.
1964 kehrte er nach Laos zurück und wurde 1969 Leiter des Organisationskomitees der Provinz Xieng Khouang. 1972 wurde er stellvertretender Kommandeur der Nordfront in der Provinz Luang Prabang. Hier trat er auch 1974 der Koalition bei und wurde Parteisekretär der Verteidigungstruppen der neutralen Stadt Luang Prabang. 1975 wurde er politischer Leiter der bewaffneten Truppen der Nordhälfte des Landes. 1978 kehrte er nach Vietnam zurück, um politische Theorie zu studieren. 1980 wurde er politischer Leiter der bewaffneten Truppen, und von 1982 bis 1992 arbeitete er zusätzlich als Gouverneur der Provinz Savannakhet.
Bevor er 2001 Premierminister wurde, war er seit 1996 stellvertretender Premier. Zusätzlich war er von 1996 bis 1999 Vorsitzender des laotisch-vietnamesischen Kooperationskomitees und von 1999 bis 2001 Finanzminister. Am 26. März 2001 wurde er zum Vorsitzenden des Ministerrates (Premierminister) von Laos gewählt. Am 8. Juni 2006 folgte ihm der bisherige 1. Stellvertretende Ministerpräsident Bouasone Bouphavanh im Amt des Premierministers. Er selbst wurde bereits am 8. März 2006 Vizepräsident der Demokratischen Volksrepublik Laos und damit Stellvertreter von Choummaly Sayasone.
Am 22. Januar 2016 wurde er vom 10. Kongress der Partei zum Generalsekretär der LRVP gewählt. Auf dem 11. Kongress trat er am 15. Januar 2021 als Generalsekretär zurück. Nachfolger wurde der bisherige Premierminister Thongloun Sisoulith, der ihn am 22. März 2021 auch als Staatspräsident von Laos ablöste.
Boungnang Vorachith ist mit Khammeung Vorachith verheiratet und Vater von drei Söhnen und zwei Töchtern.